# Semuel ibn Nagrella
Semuel ibn Nagrella, más conocido como ha-Naguid (en hebreo: שמואל הלוי בן יוסף הנגיד, transliterado: Shmuel ha-Levi ben Yosef ha-Nagid; en árabe: أبو إسحاق إسماعيل بن النغريلة‎, transliterado: Abu Ishaq Ismail bin Naghrillah), (Mérida, 993 - Granada, 1055), fue un poeta y un filósofo sefardí de al-Ándalus que llegó a alcanzar el cargo de visir en el reino taifa de Granada, lo que le convirtió en el dirigente efectivo del reino y en el judío más influyente del Medievo.

## Biografía
Samuel ibn Nagrella fue un judío sefardí nacido en Mérida, al-Ándalus, en 993. Estudió las leyes judías, se convirtió en un experto en el Talmud y fue bilingüe tanto en hebreo como en árabe.
Pronto se trasladó a Córdoba, capital del Califato, donde se convirtió en un comerciante. Sin embargo, en 1009 comenzó la Fitna de al-Ándalus contra los amiríes, los descendientes de Almanzor, y los bereberes se hicieron con el control de la ciudad en 1013, por lo que tuvo que emigrar a Málaga, donde abrió una tienda de especias. Sus relaciones con la corte de la Taifa de Granada y su eventual ascenso como visir se debieron a una casualidad. Abraham ibn Daud describió en su Séfer ha-Kabalá (1161) este interesante suceso: la tienda de Samuel se encontraba cerca del palacio del visir de Granada, Abu al-Kasim ibn al-Arif, quien lo conoció cuando su sirvienta comenzó a pedirle a Samuel que le escribiera cartas. Más tarde, Samuel consiguió el puesto de recaudador de impuestos, después secretario, y finalmente ayudante del visir del estado del rey bereber Habús ben Maksan (r. 1019-1038).
Tras el fallecimiento de Habús en 1038, Samuel ibn Nagrella se aseguró de que el segundo hijo de Habús, Badis, lo sucediera y no su primogénito, Bulukkin. El motivo detrás de este acto se debió a que Badis era mucho más favorable a la población judía que Bulukkin, por lo que Samuel lo favoreció. A cambio de este apoyo, Badis nombró a Samuel como su visir y general de los ejércitos. Algunas fuentes indican que ostentó el cargo de visir durante tres décadas hasta su muerte en torno al año 1056. El hecho de que los judíos tuvieran vetado el acceso a cargos públicos en las naciones islámicas debido al Pacto de Omar, el caso de Samuel es bastante extraño. Este ejemplo ha servido para demostrar la teoría de una supuesta Edad de oro de la cultura judía en Al-Ándalus. Su alto cargo como visir lo ha convertido en el judío más poderoso de toda la historia española. Asimismo, a partir del año 1027, ostentó el cargo de nagid (naguid) o líder de la comunidad judía. Otro hecho extraordinario es que Samuel fuera el máximo dirigente de los ejércitos de la Taifa de Granada, un judío comandando los ejércitos de un reino islámico es un evento increíble. Por otro lado, otros judíos como Joseph ibn Migash que sucedieron a Samuel, apoyaron a Bulukkin y tuvieron que huir por su seguridad.
Como judío, Samuel ha-Naguid reivindicó activamente la independencia del gueonim babilónico, además de escribir sobre leyes judías para la comunidad sefardí. Samuel se convirtió en nagid (naguid), fue líder de la comunidad judía para finales de la década de 1020. Intentó mejorar el bienestar de los judíos con varios actos, por ejemplo, compró varias copias del Talmud para la comunidad, el compendio masivo de comentarios sobre la ley oral judía, así como promovió el estudio del Talmud con una especie de beca para aquellos que quisieran dedicar su vida a estudiar la Torá. Falleció en 1056 de causas naturales, siendo sucedido en el cargo de visir por su hijo, Joseph ibn Nagrela.
A veces se ha especulado con que Samuel fue el padre o ancestro de Quasmuna, la única poeta medieval judía que escribía en árabe de la que existe constancia, aunque esta teoría se muestra débil.

## Joseph ibn Nagrella
En 1049, Samuel ibn Nagrella organizó un matrimonio para su hijo Joseph ibn Nagrella (1035-1066) con la única hija del sabio de la Torá más respetado de su generación, el rabino Nissim ben Jacob de Cairuán. Joseph sucedió a su padre como visir de Granada antes de cumplir veintiún años. Muchos musulmanes, celosos de su cargo y hartos de los excesos de Joseph, lo acusaron de utilizar su posición para beneficiar a sus amistades judías. Joseph fue asesinado en una revuelta en su contra el 30 de diciembre de 1066; los ciudadanos lo crucificaron sobre la puerta principal de la ciudad. A la mañana siguiente comenzó la denominada Masacre de Granada contra los judíos, matando a la mayoría de habitantes de este credo. La comunidad judía pudo reestablecerse, aunque sufrió un nuevo revés tras la invasión almorávide de 1090.

## Obra
Protegió incansablemente la ciencia judía y las escuelas talmúdicas y emprendió una ambiciosa tarea erudita y literaria, especialmente interesada por el talmudismo y la gramática; sostuvo polémicas sobre los errores del islamismo.
Fue un gran poeta elegíaco, lamentando la ausencia de parientes y amigos y la inestabilidad de las cosas humanas, así como los horrores de la guerra. Casi todas sus composiciones destacan por su elevación moral y filosófica, cercana en ciertos aspectos a la poesía de este género escrita muchos años después por Quevedo. Su obra literaria se recoge, en su mayor parte, en Divan, e incluye composiciones poéticas en hebreo con marcada influencia de temas y formas árabes. Entre sus obras poéticas destacan Ben Tehilim (Nuevos Salmos); Ben Mishlé (Nuevos Proverbios) y Ben Qohélet (Nuevo Eclesiastés), todas ellas, como sus títulos indican, de inspiración bíblica. Escribe asimismo en prosa Introducción al Talmud, El libro de la riqueza. Cultiva también la poesía profana, de temática variada que comprende desde composiciones militares y políticas hasta poemas amorosos y elegías. Es la figura principal de la espléndida novela histórica del malogrado Felipe Romero El mar de bronce, donde se reconstruye su rivalidad con Salomón ibn Gabirol.
Como otros grandes poetas de su época (entre los que se cuentan grandes rabinos y eruditos de la época, líderes de la comunidad como Ibn Gabirol, Moses ibn Ezra o Yehudah Halevi), ibn Nagrella cultivó la poesía homoerótica, género que era habitual tanto entre los poetas hispanohebreos del «Siglo de Oro» de la literatura hispanohebrea como entre sus coetáneos musulmanes.